# تلمن مارکو
تلمن مارکو (زادهٔ ۱۹۷۳) یک کارآفرین اسرائیلی-آمریکایی است که بیشتر شهرت او به خاطر تولید نرم‌افزار وایبر است. وایبر یک نرم‌افزار برای سیستم عالمهای مختلف است که امکان تماس از طریق اینترنت را فراهم می‌کند. این نرم‌افزار دارای بیش از ۴۰۰ میلیون کاربر است.

## زندگینامه
مارکو در اسرائیل به دنیا آمد. او در ارتش اسرائیل در بخش اطلاعات سالها خدمت کرده است. او دارای مدرک کارشناسی کامپیوتر از دانشگاه تل-آویو است. بعد از تحصیلات کارشناسی، او به ایالات متحده رفت و بیشتر زندگی بعدی خود را در آمریکا گذراند. او چندین نرم‌افزار برای کنترل فعالیتهای کاربران در دنیای مجازی نظیر iMesh و Bandoo نوشت. در سال ۱۹۹۷ او شرکت Expand Networks را ایجاد کرد و تا سال ۲۰۰۴ مدیر این شرکت بود. در سال ۲۰۱۰ مارکو به همراه دوست خود ایگور مگزینیک که در ارتش اسرائیل با هم آشنا شده بودند شرکت وایبر را تأسیس نمود.